# Un hombre solo
Un hombre solo es un álbum de estudio Julio Iglesias lanzado en abril de 1987. Alcanzó gran éxito. El disco fue compuesto, arreglado y producido por Manuel Alejandro . En 1988, ganó el Premio Grammy al Mejor Álbum de Pop Latino . El álbum fue lanzado en formato LP, CD  Recibió distinción de platino en diferentes países como: Argentina (8×); México, Colombia, Chile, España, Brasil (5×); Venezuela y Sony Discos (4×).

## Lista de canciones
| N.º | Título                           | Duración |  |
| 1.  | «Lo mejor de tu vida»            | 4:17     |  |
| 2.  | «Todo el amor que te hace falta» | 5:20     |  |
| 3.  | «Intentando otra vez enamorarte» | 3:32     |  |
| 4.  | «Procura hablarle tú»            | 3:48     |  |
| 5.  | «Que no se rompa la noche»       | 4:26     |  |
| 6.  | «Un hombre solo»                 | 3:52     |  |
| 7.  | «Te voy a dejar de querer»       | 4:55     |  |
| 8.  | «Evadiéndome»                    | 3:50     |  |
| 9.  | «Alguien»                        | 3:27     |  |
| 10. | «El mar que llevo dentro»        | 1:44     |  |